# Zijdeplant
De zijdeplant (Asclepias syriaca, synoniemen: Asclepias intermedia, Asclepias kansana) is een plant die behoort tot de maagdenpalmfamilie (Apocynaceae). De soort staat op de Lijst van nieuwe planten in Nederland uit 2004.
De plant wordt 1,2-1,5 meter hoog en vormt wortelstokken (rizomen). De stengel is sterk behaard. Bij verwonding komt er wit melksap naar buiten. De kortgesteelde, tegenoverstaande bladeren zijn 8-15 × 3-8 cm groot en hebben een gegolfde bladrand. De hoofdnerf is roodgekleurd en aan de onderkant fluweelachtig behaard.
De geurende bloemen staan in een scherm. De eigenlijke bloem is kleiner dan de vijf gekleurde schutbladen. Op de zaden zitten lange, witte haren en het zaad wordt omsloten door grote vruchtzakjes.
Het melksap (de latex) bevat veel glucosiden, waardoor de bladeren en de bast giftig zijn voor schapen.
Jonge scheuten, bladeren en bloemknoppen zijn daarentegen wel eetbaar.

## Ecologie
De soort komt van nature voor in Noord-Amerika (in tegenstelling tot wat de botanische naam suggereert, syriaca = Syrisch). Het bestuivingsmechanisme is geoptimaliseerd voor grote insecten en wil kleine insecten nog weleens te veel zijn, zodat ze niet meer uit de bloem kunnen ontsnappen.
De monarchvlinder, Tetraopes tetraophtalmus, Lygaeus kalmii en Labidomera clivicollis leven van de plant.

## Invasieve uitheemse soort
In Europa wordt de plant beschouwd als een invasieve soort. De soort concurreert met de inheemse vegetatie en is giftig voor koeien, schapen, paarden en kippen. De plant staat sinds 2 augustus 2017 op de Unielijst voor invasieve uitheemse soorten. Handel, transport en het kweken van de plant is sindsdien in de hele Unie verboden. Wie reeds een exemplaar in zijn bezit had moet reproductie van de plant zo goed mogelijk voorkomen. 
Op enkele locaties in Nederland handhaaft deze plant zich. Er is onder andere een flink bestand in de duinen bij Noordwijk. Ook in België zijn er een aantal kleine populaties, verspreid over het land.

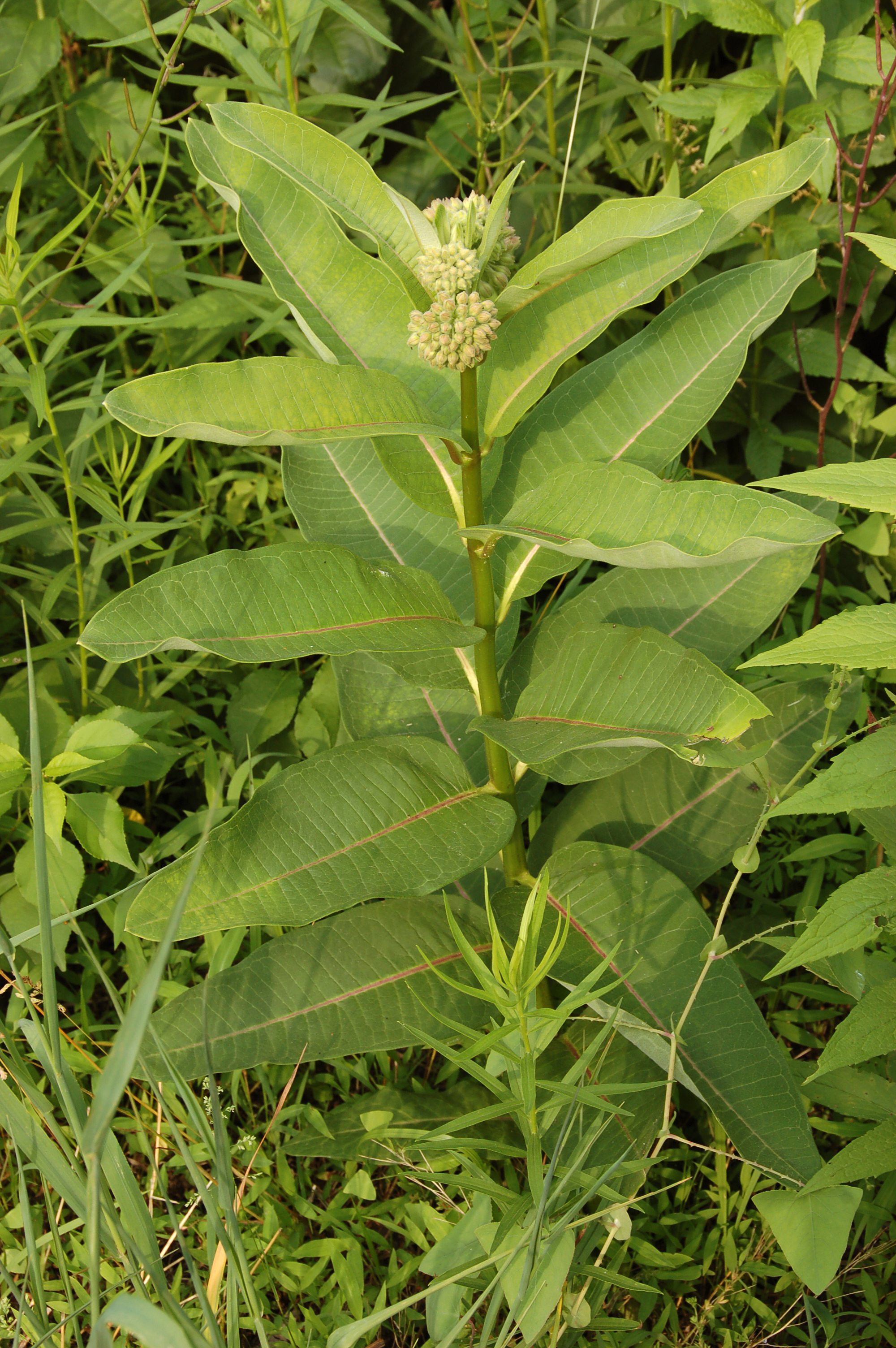
Plant
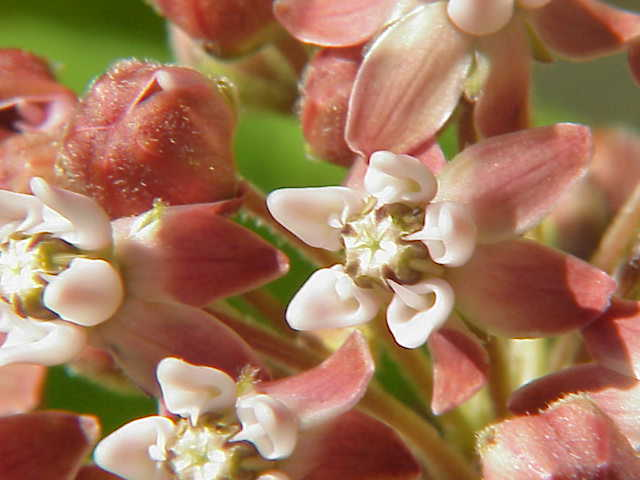
Enkele bloemen
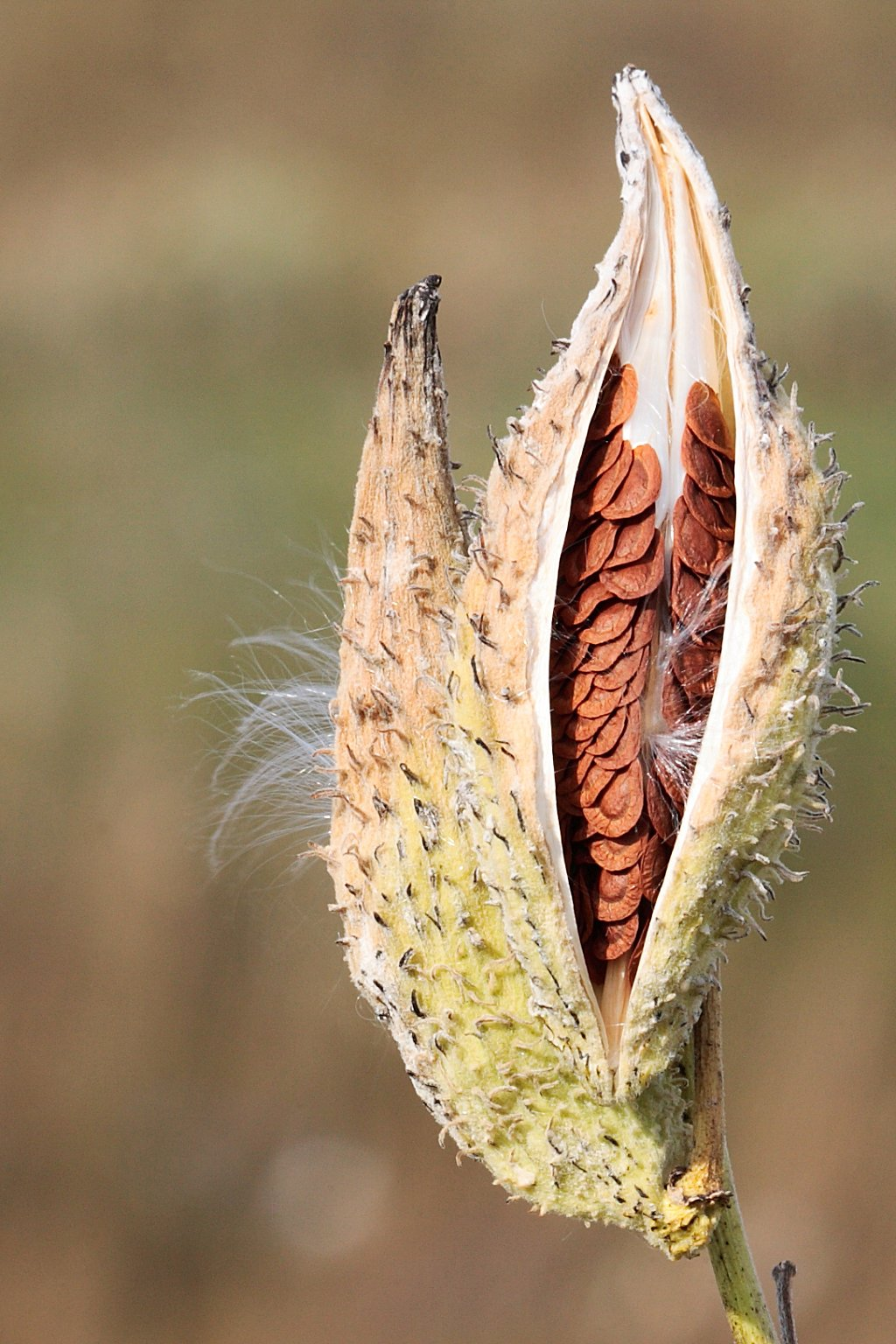
Vrucht

## Gebruik
Van de latex is geprobeerd rubber te maken, maar dat is niet gelukt. Ook is onderzocht of de lange haren op het zaad bruikbaar waren, maar ook dat bleek niet het geval.
De honing is licht van kleur en kristalliseert maar langzaam.